# Piacentino (glossatore)

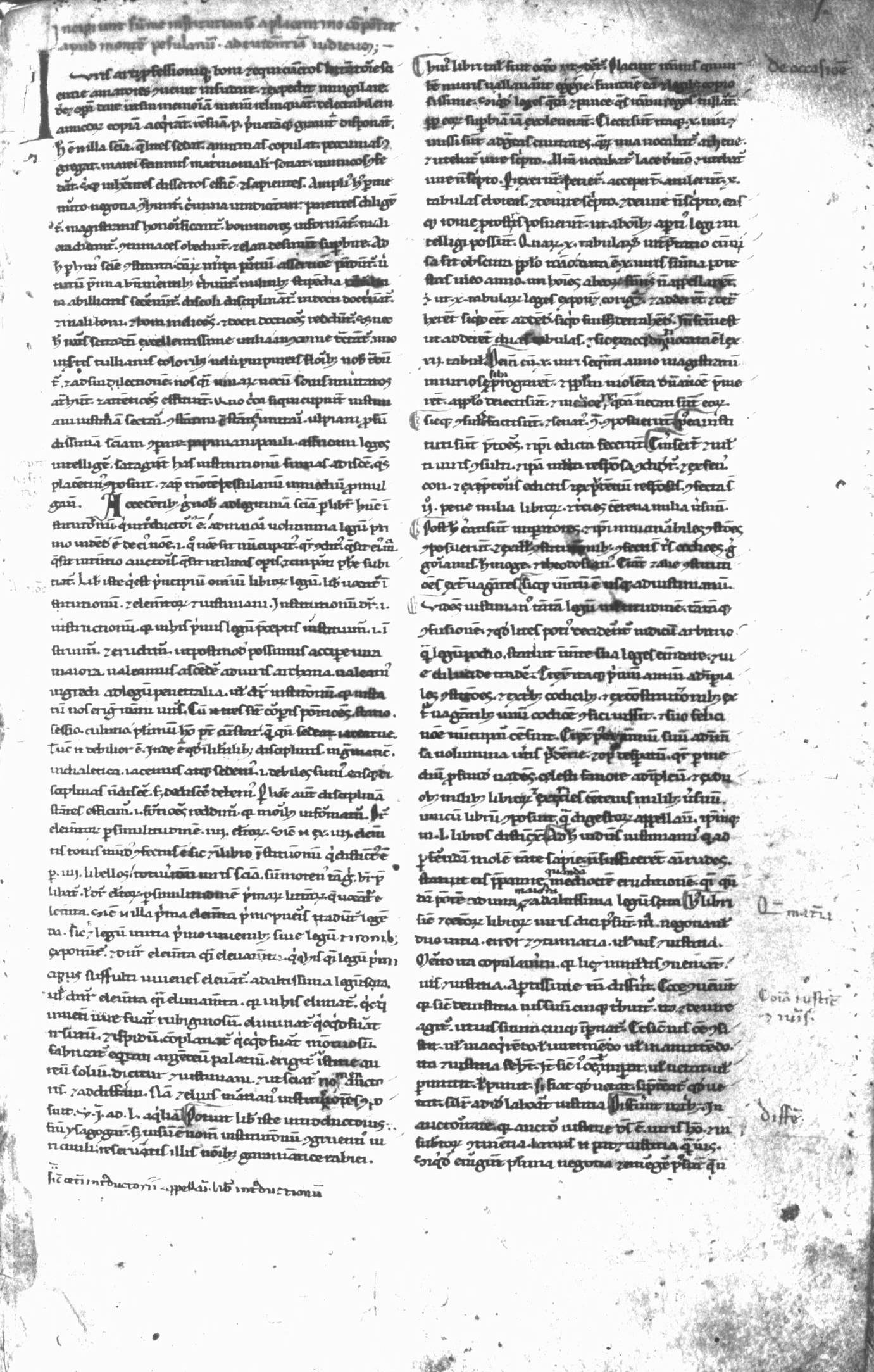
Summa Institutionum, manoscritto, XIII secolo. Admont, Stiftsbibliothek, Handschriften, Cod. 182.

Piacentino (o [Pietro] Placentino, in latino Placentinus; Piacenza, 1130 circa – Montpellier, 1182 o 1192) è stato un giurista e glossatore medievale italiano, appartenente alla scuola dei glossatori civilisti e fondatore della scuola di diritto di Montpellier.

## Biografia
Discepolo dei primi glossatori bolognesi, insegnò a Mantova dove scrisse il De varietate actionum (Summa Mantuana) e poi allo Studio bolognese, dove tenne la cattedra di diritto civile dal 1166. Nel 1170 abbandonò Bologna, probabilmente per dissidi di natura politica con i colleghi bolognesi in quanto le sue idee politiche erano contrarie all'imperatore Federico Barbarossa, e passò a Montpellier, dove portò i nuovi insegnamenti del rinato diritto romano. Tornato in Italia nel 1183, ritornò nuovamente nel 1189 a Montpellier, dove rimase fino alla morte. Secondo André Gouron però la morte sarebbe da spostare di una decina di anni addietro infatti dimostra che le fonti come la pietra tombale (incisa tre secoli dopo la sua morte) sono fuorvianti.

## Opere
- Varie summae (Summa Mantuana[3], Summa alle Istituzioni[4][5], Summa codicis[6], Summa ai Tres libri[7])
- Additiones al commento di Bulgaro al titolo De regulis iuris[8][9]
- Distinctiones[10]
- Glosse[11]

### Manoscritti
- Glossae, XII-XIII secolo, Città del Vaticano, Biblioteca Apostolica Vaticana, Fondo Vaticano latino, Vat. lat. 142,  ff. 121-122.
- Summa Institutionum, XIII secolo, Admont, Stiftsbibliothek, Handschriften, Cod. 182,  ff. 1-23.
  -  Summa Institutionum, XIII secolo, Admont, Stiftsbibliothek, Handschriften, Cod. 88.
  -  Summa Institutionum, XIII-XIV secolo, Città del Vaticano, Biblioteca Apostolica Vaticana, Fondo Borghese, Borgh. 136,  ff. 1r-15v.
- Summa Codicis, XIII secolo, Admont, Stiftsbibliothek, Handschriften, Cod. 182,  ff. 23-138.
  -  Summa Codicis, XIII-XIV secolo, Città del Vaticano, Biblioteca Apostolica Vaticana, Fondo Borghese, Borgh. 136,  ff. 16r-112v.
- Summa de varietate actionum, XIII secolo, Admont, Stiftsbibliothek, Handschriften, Cod. 182,  ff. 138-147.
  -  Summa de varietate actionum, XIII secolo, Admont, Stiftsbibliothek, Handschriften, Cod. 88.
  -  Summa de actionum varietate, fragm., inc. Quoniam incivile est de aliquo sepe tractatum habere..., XIII secolo, Tübingen, Universitätsbibliothek, Handschriften, Mc 14,  ff. 84vb-85ra.

### Edizioni recenti
- (EN)  Hermann Kantorowicz (a cura di), The Poetical Sermon of a mediaeval jurist : Placentinus and his "Sermo de legibus", Bruges, Saint Catherine Press, 1938.
- Francesco Calasso (a cura di), Placentini Summa Codicis, Turin, Bottega d'Erasmo, 1962.
- Ludwig Wahrmund (a cura di), Die Summa "De actionum varietatibus" des Placentinus, Aalen, 1962.
- Friedrich Wilhelm Konrad Beckhaus (a cura di), Bulgari Ad digestorum titulum de diversis regulis juris antiqui commentarius et Placentini Ad eum additiones sive exceptiones, Francfort-sur-le-Main, Minerva, 1967.
- Placentini Summa Institutionum, Turin, Bottega d'Erasmo, 1973.
- Mario Viora (a cura di), Corpus glossatorum juris civilis I, Turin, Bottega d'Erasmo, 1978.
- John Douglas Adamson, Placentini Summa Institutionum, {{{2}}}, Ottawa, 1992 (thèse).